# 阿部敦の声優百貨店
阿部敦の声優百貨店は、声優の阿部敦がMCを務める声優バラエティ番組である。番組スタート時は、株式会社トライステージが運営する通販動画サイトナマコマ内の番組であったが、現在はニコニコチャンネル「声優百貨店チャンネル」内で月1回生配信を行っている。

## 概要
ナマコマでスタートした当初はタイトルが「阿部敦の声優百貨店（仮）」であったが、2012年04月13日の放送より（仮）が外れていた。
第1回から第5回まではゲストが不定期だったが、第6回からは必ずゲストが登場している。ちなみに第一回のゲストは『とある魔術の禁書目録』や『とある科学の超電磁砲』で共演している新井里美が登場した。ゲストは基本的に女性声優だったが、第10回の放送で初の男性声優の間島淳司が登場している。ナマコマでの放送時は通販番組としてのコーナーが有り、毎回フィギュアやアニメグッズなどを紹介していた。商品の紹介では影ナレーションとして阿部敦と同じ賢プロダクションの後輩下山田綾華が登場していた。
ナマコマでの放送は2012年12月22日の第29回放送でナマコマ終了とともに一時休止という形になったが、2013年04月13日よりニコニコチャンネルにて一部有料放送としてリニューアルスタートした。
ニコニコチャンネル「声優百貨店チャンネル」で再スタートした当初は男性声優がゲストに来ていたが、第7回放送時に初めて女性声優の三森すずこがゲスト出演した。

2025年6月には7月からの番組リニューアルとして、配信サイトをOPENRECに移行することが告知。